# Nepoidea
Nepoidea – nadrodzina pluskwiaków z podrzędu różnoskrzydłych i infrarzędu Nepomorpha.
Zalicza się tu dwie rodziny:
- Belostomatidae
- Nepidae – płoszczycowate

Liczne analizy filogenetyczne: molekularne, morfologiczne jak i łączone, wskazują na siostrzaną pozycję tych rodzin, a wiele także na bazalną pozycję Nepoidea w obrębie Nepomorpha.